# Therasea angustipennis
Therasea angustipennis là một loài bướm đêm trong họ Noctuidae.